# Marcus von Apollonia
Marcus von Apollonia war einer der Siebzig Jünger. Er soll Bischof in Apollonia gewesen und als Märtyrer gestorben sein. Marcus wird als Heiliger verehrt; sein Gedenktag ist der 16. Juni.